# Lancia Delta 20/30 HP
Pour les articles homonymes, voir Lancia Delta.
C'est en 1911 que fut inaugurée la nouvelle usine situés Via Monginevro à Turin et c'est cette même année que le constructeur italien Lancia présenta son nouveau modèle 20/30 HP Tipo 56 Delta.
Satisfaisant la demande de la clientèle qui voulait des moteurs toujours plus puissants, la nouvelle Lancia inaugurait un nouveau moteur de 60 HP mais le nouveau modèle 20/30 HP présentait une intéressante nouveauté technique : l'alimentation n'était plus gravitaire, ce qui obligeait à placer le réservoir en position plus haute que le moteur, mais à l'aide d'une pompe.
La nouvelle Lancia 20/30 HP était proposée avec deux empattements, normal ou raccourci.
Même si les informations sont peu fiables, il semble que Lancia ait fabriqué une version plus puissante destinée à sa participation aux courses automobiles, sous le nom de Lancia Didelta dont la vitesse maximale dépassait 120 km/h.
La Lancia 20/30 HP sera produite durant l'année 1911 et sera remplacée en 1912 par la Lancia Epsilon 20/30 HP Tipo 58.

## Caractéristiques techniques
- Année de production : 1911.
- Moteur : Lancia Tipo 56 ; placé à l'avant en long, quatre cylindres en ligne, monobloc en fonte, alésage 100 mm et course 130 mm, cylindrée 4 084,07 cm3, culasse fixe en aluminium, distribution par soupapes latérales (deux par cylindre) commandées par un arbre à cames latéral à engrenages ; vilebrequin sur trois supports ; taux de compression 5,0:1, puissance maxi 60 ch à 1 800 tr/min ; alimentation par pompe commandée par l'arbre à cames, carburateur vertical monocorps Lancia ; allumage magnéto haute tension (Bosch) avance réglable ; lubrification forcée par pompe, capacité du circuit 8 L ; refroidissement par liquide avec une pompe et radiateur à tubes et ventilateur.
- Transmission : arbre avec cardans, propulsion ; embrayage multidisque à bain d'huile ; boîte de vitesses en aluminium à quatre rapports avant et marche arrière ; rapports de boîte : 3,891:1 en première, 2,381:1 en seconde, 1,618:1 en troisième, prise directe (1:1) en quatrième, 3,268:1 en marche arrière ; rapport de réduction final (engrenages coniques) 3,267:11 (15/49) ou 3,0625:1 (16/49) ou 3,600:1 (15/54).
- Suspensions : essieu rigide à l'avant avec lames longitudinales semi-elliptiques, essieu rigide à l'arrière avec lames longitudinales 3/4 d'ellipse.
- Freins : frein mécanique au pied agissant sur la transmission et frein à main sur les roues arrière.
- Pneumatiques : jantes en bois à rayons, pneumatiques 820 x 120.
- Réservoir : 65 L.
- Direction : conduite à droite ; direction à vis.
- Châssis : en acier, longerons et traverses ; empattement 2 932 ou 2 740 mm, voies avant et arrière 1 330 mm ; longueur 4 000 ou 3 770 mm et largeur du châssis 1 615 mm ; poids du châssis 900 ou 885 kg.
- Vitesse maxi : 115 km/h.
- Numérotation châssis : du no 559 au no 861, 303 exemplaires au total y compris les quelques DiDelta.